# Al-Sahlah-moskén
al-Sahlah-moskén (arabiska: مَسْجِد ٱلسَّهْلَة, Masjid as-Sahlah) är en av de mest berömda moskéerna i staden Kufa, Irak. Moskén är betydelsefull inom shiaislam och det finns olika traditioner som säger att profeter och rättfärdiga personer har bett där sedan profeten Abraham, och till och med före honom. Det finns en återberättelse från den sjätte shiaimamen Jafar al-Sadiq om att den tolfte imamen kommer att bo i moskén med sin familj efter hans återkomst.

## Bildgalleri

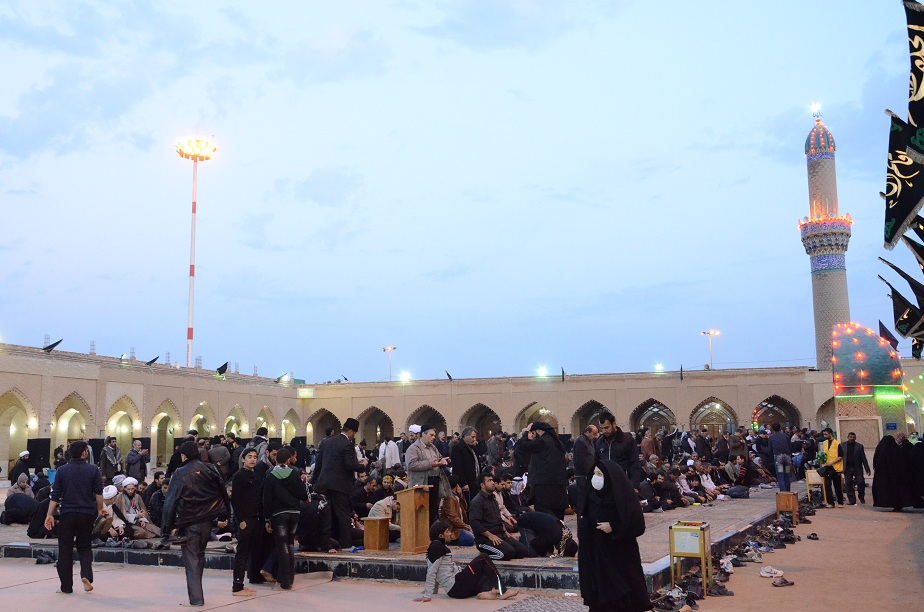
Huvudgården.
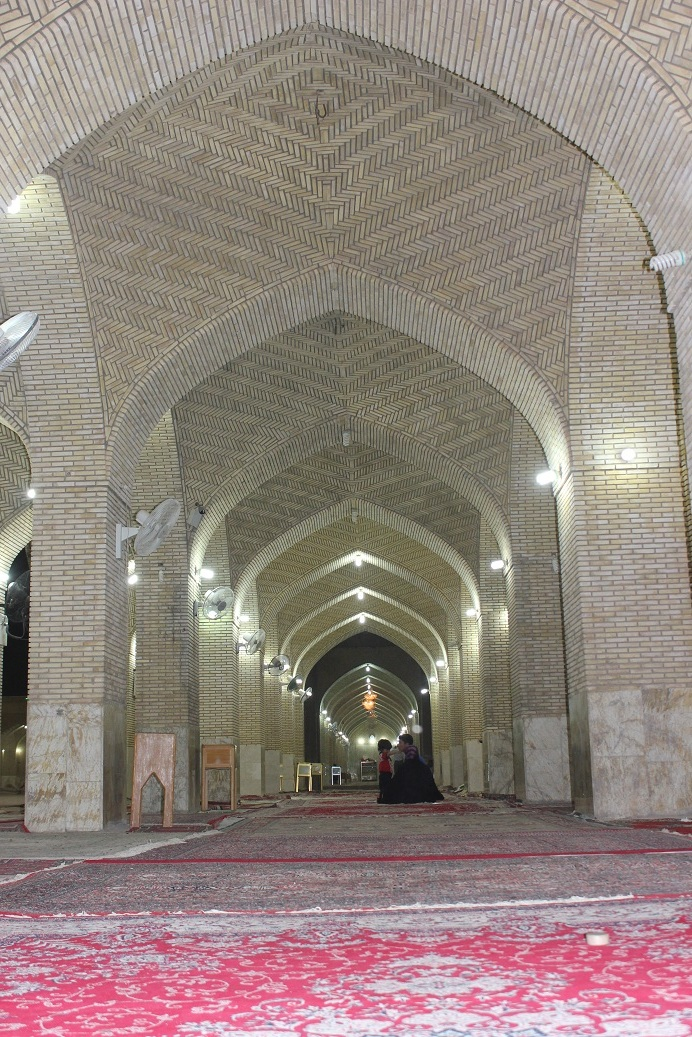
En korridor.